# Fær Øer
Le Fær Øer o Færøer; (in faroense Føroyar; in danese Færøerne) sono le 18 isole che formano un arcipelago vulcanico situato al largo delle coste settentrionali dell'Europa continentale, tra il Mare di Norvegia e il Nord dell'Oceano Atlantico. Sono comprese in un triangolo formato dall'Islanda a nord-ovest, dalla Scozia a sud e dalla Norvegia a est. 
Le isole sono una Nazione costitutiva del Regno di Danimarca e del Folketing, ovvero il Parlamento danese, che comprende anche Danimarca e Groenlandia. Hanno ottenuto l'autonomia nel 1948 e nel corso degli anni hanno acquisito il controllo su quasi tutte le questioni di politica interna, ma non la difesa e gli affari esteri. Con l'eccezione di una piccola forza di polizia e guardia costiera, non hanno una forza militare organizzata, che rimane responsabilità della Danimarca.
Le Fær Øer hanno legami tradizionali con l'Islanda, le Shetland, le Orcadi, le Ebridi, la Groenlandia, la Norvegia, la Danimarca e la Scozia. L'arcipelago si separò politicamente dalla Norvegia nel 1815. Le Fær Øer hanno due rappresentanti nel Consiglio nordico (il forum di cooperazione dei governi dei Paesi nordici). Con l'Islanda, l'Irlanda e il Regno Unito, le Fær Øer si contendono l'isolotto di Rockall.

## Etimologia
Il testo più antico che descrive le isole è il "Liber de mensura orbis terrae" del monaco irlandese Dicuil, scritto nell'anno 825, in cui vengono descritti i viaggi di alcuni monaci scozzesi nelle isole. Sebbene non nomini le Fær Øer, la descrizione si adatta molto bene all'arcipelago, come notato già da A. Letronne nel 1814. Dicuil mette in evidenza la grande quantità di ovini presenti sull'isola, da cui Fær, che in lingua norrena significa "pecore", mentre Øer sarebbe una forma plurale di ø, "isola", parola rimasta anche nel danese moderno. Fær Øer significherebbe quindi "isole delle pecore".
Il toponimo Fær Øer (in faroense Føroyar e in danese Færøerne) che dava anche il nome latino alla soppressa diocesi cattolica delle isole, la cui prima parte è attestata in norreno nella forma scritta fær, viene tradizionalmente interpretata secondo il danese fåre-øerne, "isole delle pecore". Troviamo per la prima volta questa interpretazione nella Historia Norvegiæ, dove l'errata lezione nordica farcar è tradotta con insulæ ovium; il testo aggiunge che i coltivatori faroensi possedevano ricchi greggi di pecore composte da migliaia di capi.

## Storia
La storia delle origini dell'arcipelago delle Fær Øer non è ben nota, anche se si ritiene che derivi dalla conquista dello stesso per opera dei coloni vichinghi di Naddoddr, scopritore dell'Islanda. Si pensa che anche monaci irlandesi giunti dalla vicina Scozia o direttamente dall'Irlanda verso il VI secolo abbiano abitato le isole. Si suppone che San Brendano di Clonfert, monaco irlandese e Papar abbiano visitato le Fær Øer in due o tre occasioni (512-530), nominando due delle isole Sheep Island e Paradise Island of Birds. Nel tardo settimo secolo e agli inizi del secolo ottavo, nelle isole era frequente la presenza di monaci provenienti dall'Irlanda, per opera di conversione ed evangelizzazione, ma anche solo per la solitudine del romitaggio.
Secondo la Saga dei Faroensi, gli emigranti che lasciarono la Norvegia per sfuggire alla tirannia di Harald I si insediarono nelle isole all'incirca all'inizio del IX secolo. Nell'XI secolo venne introdotto il cristianesimo da Sigmundur Brestirson, rifugiatosi in Norvegia dopo che la sua famiglia, originaria delle isole del Sud, era stata sterminata nel corso di un'invasione degli abitanti delle isole del Nord. Sigmundur Brestirson venne poi inviato a conquistare le isole dal re di Norvegia Olaf I. Dopo aver preso possesso delle isole, Sigmundur Brestirson fu assassinato, ma i norvegesi mantennero il loro controllo fino al 1397, quando la Norvegia entrò in un'unione con la Danimarca, che gradualmente evolse nella doppia monarchia danese-norvegese. La riforma protestante raggiunse le Fær Øer nel 1538. Quando la Norvegia venne separata dalla Danimarca con il trattato di Kiel del 1814, fu la Danimarca a mantenere il possesso delle Fær Øer.
Il monopolio danese del commercio con le Fær Øer fu abolito nel 1856. Il paese cominciò allora a svilupparsi in una nazione moderna, dedita principalmente alla pesca, e con una propria flotta. Il risveglio dei sentimenti nazionali, cominciato nel 1888, fu all'inizio orientato sull'ambito culturale, in particolare sulla rinascita della lingua faroense. Dopo il 1906 si rafforzò l'indipendentismo politico, con la fondazione dei primi partiti politici delle Fær Øer.

### Occupazione britannica
Il 12 aprile 1940, le Fær Øer furono occupate dalle truppe del Regno Unito, come contromossa all'invasione della Danimarca da parte della Germania nazista. Questa azione fu decisa per scongiurare una possibile occupazione tedesca nelle isole, che avrebbe potuto avere gravi conseguenze per gli esiti della seconda battaglia dell'Atlantico. Tra il 1942 e il 1943 i britannici costruirono l'unico aeroporto delle Fær Øer, l'aeroporto di Vágar.

### Dal secondo dopoguerra a oggi
Il controllo delle isole ritornò alla Danimarca dopo la guerra, ma nel 1948 venne introdotta la cosiddetta Hjemmestyre (o, in faroense, Heimastýrislógin), che garantiva un alto grado di autonomia locale. Le Fær Øer scelsero di non unirsi alla Danimarca al momento del suo ingresso nella Comunità europea, ora Unione europea, nel 1973. Le isole hanno incontrato considerevoli difficoltà economiche in seguito al crollo dell'industria della pesca nei primi anni novanta, ma da allora si sono moltiplicati gli sforzi per aumentare il grado di diversificazione dell'economia. Nel frattempo è cresciuto il sostegno popolare per l'indipendenza del paese.

## Geografia

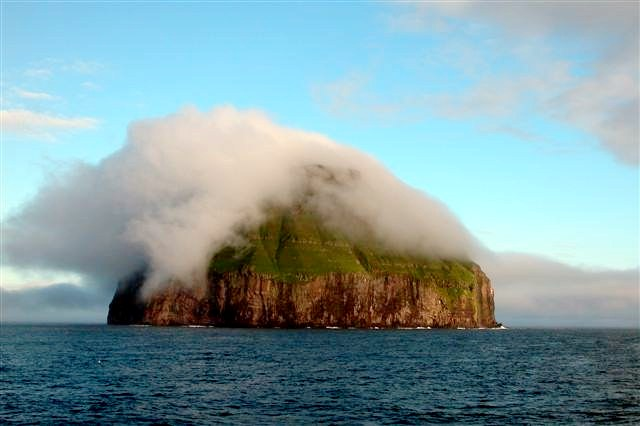
L'isola disabitata di Lítla Dímun

Le Fær Øer sono un arcipelago formato da 18 isole, al largo delle coste settentrionali dell'Europa, tra il Mare di Norvegia e il Nord dell'Oceano Atlantico, a metà strada tra l'Islanda e la Norvegia. Le loro coordinate sono 62°00′N 6°47′W, hanno una superficie di 1399 km², e non presentano grandi laghi o fiumi. La linea costiera si estende per 1117 km, è contornata in molti punti da scogliere e ovviamente non ha confini di terra con alcun paese. Le isole sono scoscese e rocciose, con pochi picchi. Il punto più alto è il Slættaratindur, 882 metri sopra il livello del mare. La sola isola disabitata è Lítla Dímun.
Le 18 isole di cui si diceva sopra sono Fugloy, Svínoy, Borðoy, Viðoy, Kunoy, Kalsoy, Eysturoy, Streymoy, Vágar, Mykines, Hestur, Koltur, Nólsoy, Sandoy, Skúvoy, Stóra Dímun, Lítla Dímun e Suðuroy.

### Clima

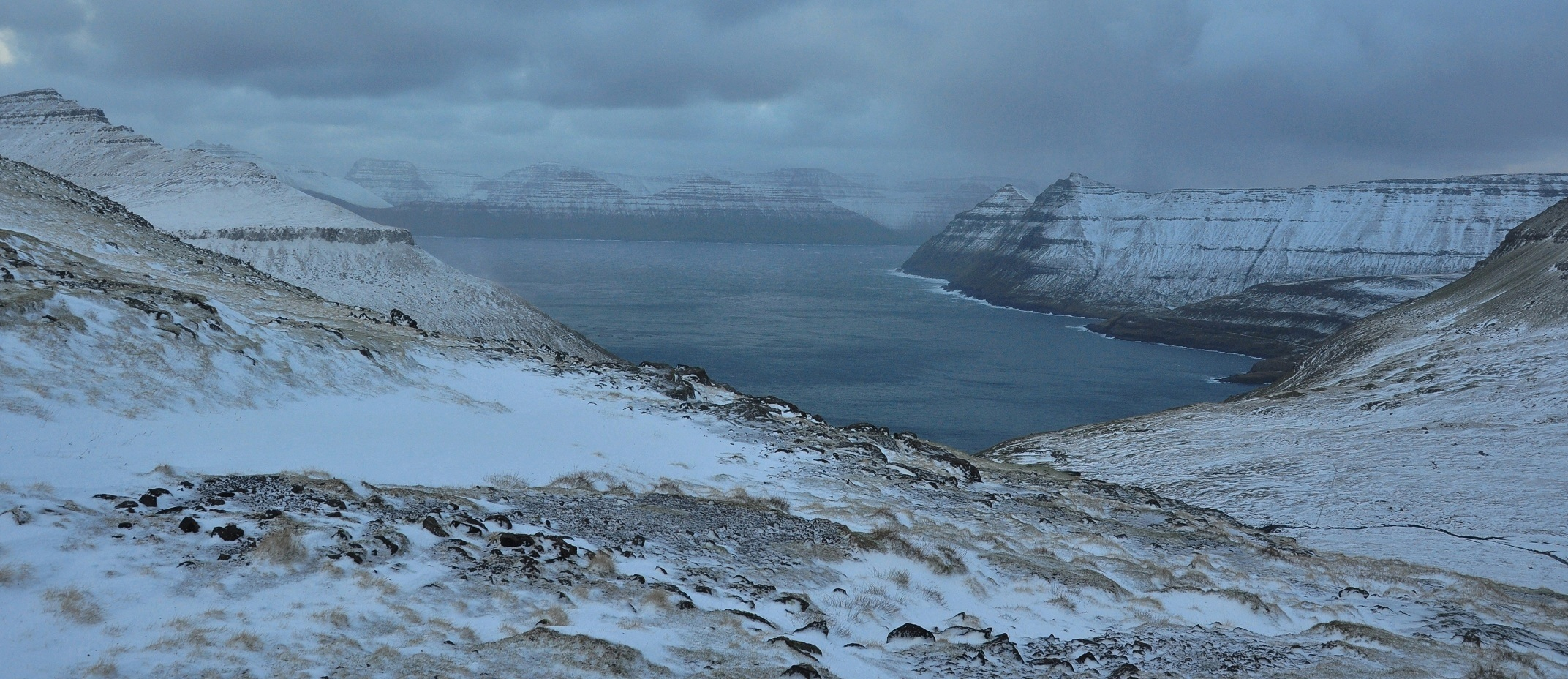
L'isola di Eysturoy in una sera di ottobre

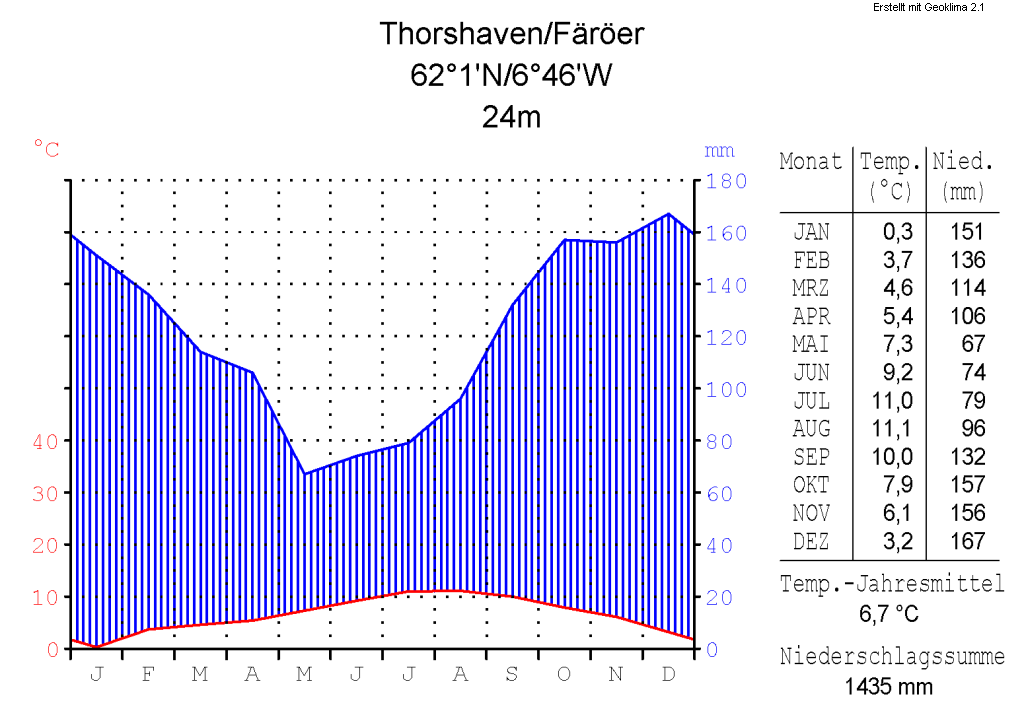
Diagramma relativo alle temperature medie e agli accumuli piovosi annui di Tórshavn

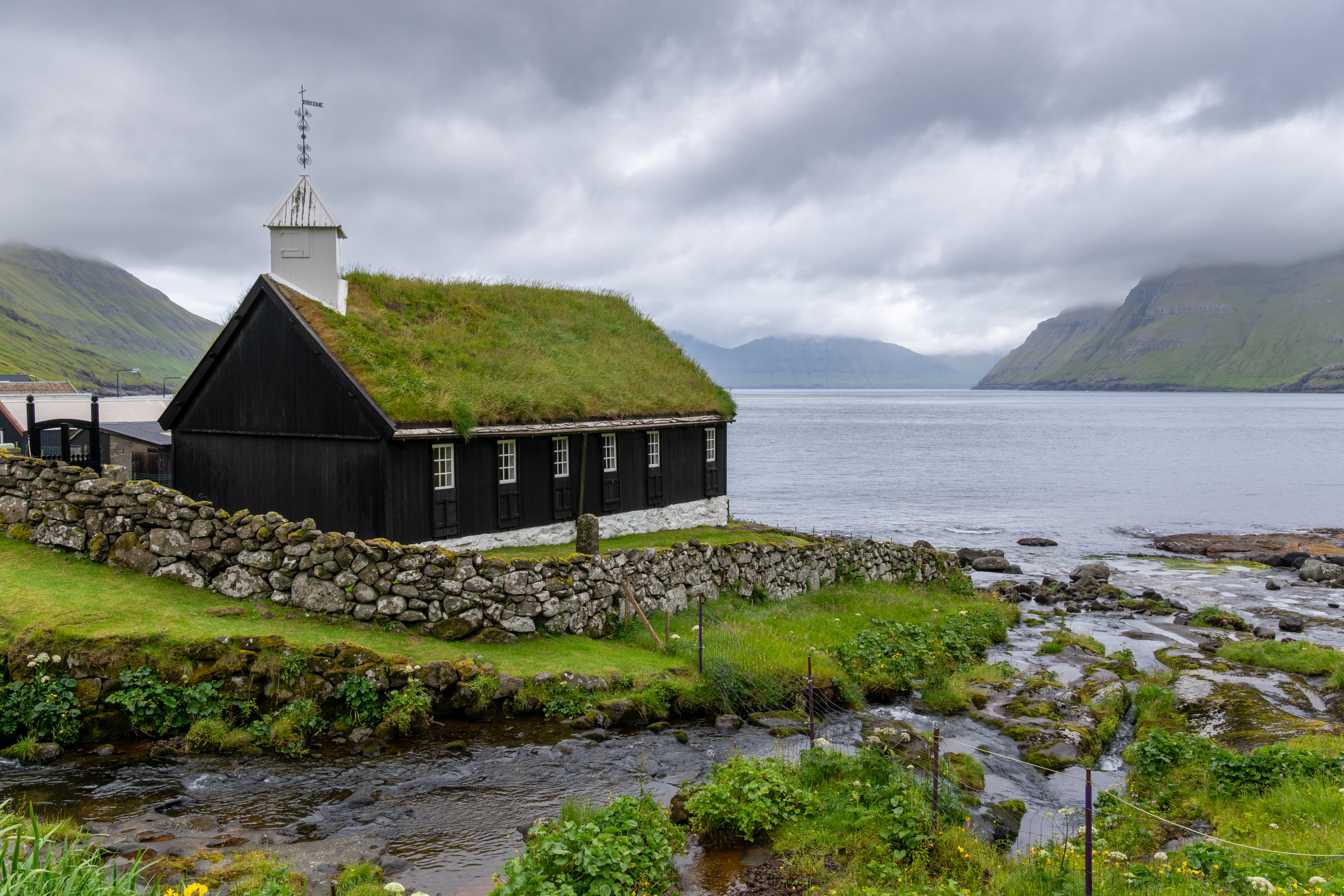
Chiesa storica in legno nel villaggio Funningur, Eysturoy, Fær Øer

Secondo la classificazione dei climi di Köppen, le Fær Øer hanno un clima oceanico subpolare. Tuttavia, è fortemente rilevante l'influenza riscaldante esercitata qui dall'Oceano Atlantico, e in particolare dalla corrente nord-atlantica. Questo, unito al continuo transito di perturbazioni provenienti da nord-ovest, garantisce inverni miti (con la temperatura media compresa tra i 3 °C e i 4 °C) ed estati fresche (temperatura media tra 9,5 °C e 10,5 °C).
Le isole spesso sono battute dal vento e avvolte nella nebbia. Hanno inoltre un cielo quasi sempre coperto, tanto che in media si registrano 260 giorni all'anno con precipitazioni e che i giorni soleggiati risultano più rari di quelli nuvolosi. Le isole si trovano proprio lungo il percorso di depressioni in movimento verso nord-est, e questo significa che si possono avere forti venti e pesanti piogge in ogni periodo dell'anno.
Il 5 settembre 1966 le Fær Øer furono devastate dall'uragano Faith, con venti che superarono i 160 km/h. Poco dopo aver colpito la capitale Tórshavn, esso fu declassato a "tempesta extratropicale".
La registrazione dei dati meteorologici nelle Fær Øer prese avvio nel 1867.

### Distanze dai paesi più vicini

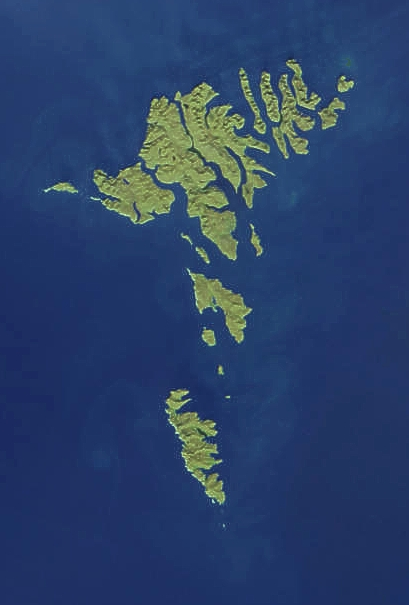
Le Fær Øer viste dal satellite

| Paese       | Distanza |
| ----------- | -------- |
| Regno Unito | 320 km   |
| Islanda     | 450 km   |
| Irlanda     | 670 km   |
| Norvegia    | 670 km   |
| Danimarca   | 990 km   |

## Società

### Demografia

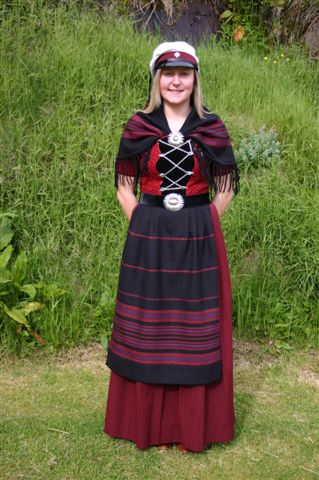
Studentessa delle Fær Øer in abbigliamento tipico

La maggior parte della popolazione è di etnia faroense, di origini scandinave e celtiche.
Il faroense o feringio è parlato da tutti e quasi tutti parlano anche il danese. Pressoché tutta la popolazione parla correntemente l'inglese, insegnato nelle scuole fin dall'età di cinque anni. Tra le altre lingue, in genere si insegnano danese e norvegese.
La popolazione è distribuita sulla maggior parte del paese; solo recentemente si è avuto un significativo aumento dell'urbanizzazione. Le isole inoltre possiedono il tasso di fertilità più alto di tutta l'Europa, con 2,6 figli per coppia contro la media europea di 1,3.
L'industrializzazione è stata significativamente decentralizzata; il paese ha quindi potuto mantenere in modo significativo la propria cultura contadina. I villaggi dotati di strutture portuali insufficienti non hanno potuto beneficiare pienamente della conversione dall'agricoltura all'economia basata sulla pesca, e nelle zone agricole più periferiche restano solo pochi giovani. Queste zone, come Fugloy, Svínoy, Mykines, Skúvoy e Stóra Dímun, che hanno limitate reti di comunicazione col resto del paese, non possono sempre essere raggiunte a causa del cattivo tempo. Nei decenni trascorsi, la struttura sociale organizzata sulla base dei villaggi è stata sottoposta a notevoli pressioni, mentre vi è stata una crescita dei "centri" che possono offrire le merci e i servizi richiesti dalle periferie. I negozi e i centri di servizio sono dunque stati spostati dai villaggi verso i centri urbanizzati.
A dispetto di quanto potrebbe apparire, la popolazione faroense è moderna e dinamica; l'uso delle carte di credito è ovunque diffuso (persino in tutti i taxi), così come quello di Internet.
Il crimine è ridotto ai minimi termini e si conta solo qualche incidente dovuto all'abuso di alcol. Le case in genere sono lasciate aperte poiché i ladri sono praticamente inesistenti.

### Lingua
La lingua nazionale è il faroense, idioma indoeuropeo appartenente al gruppo delle lingue germaniche e al sottogruppo del germanico settentrionale (o scandinavo), assieme al danese, al norvegese (bokmål e nynorsk), allo svedese e all'islandese.
Una delle più note canzoni scritte in faroense è Ormurin langi.

### Religione
Secondo le statistiche ufficiali del 2019, il 79,7% dei faroensi fa riferimento alla Chiesa delle Fær Øer (Fólkakirkjan), resasi indipendente dalla chiesa luterana danese a partire dal 29 luglio 2007. Nelle Fær Øer vi è inoltre una piccola comunità di cattolici, soprattutto stranieri, che hanno il loro centro nella chiesa di Santa Maria a Tórshavn (vedi la voce Chiesa cattolica nelle Fær Øer) e quattro congregazioni di Testimoni di Geova.
- Cristiani: 33 018 (94,93%)
- Buddisti: 66 (0,19%)
- Musulmani: 23 (0,07%)
- Bahá'í: 13 (0,04%)
- Ebrei: 12 (0,03%)
- Induisti: 7 (0,02%)
- Sikh: 3 (0,01%)
- Altri: 149 (0,43%)
- Con più di un credo: 85 (0,24%)
- Non religiosi: 1 397 (4,02%)

## Istruzione

### Università
L'Università delle Isole Fær Øer è stata creata nel 1965 e riorganizzata come Università nel 1987 . In ambito universitario ricordiamo la Føroya Fólkaháskúli, istituita nel 1899.

## Politica

Tinganes a Tórshavn, la sede del governo

La divisione amministrativa è basata sulle isole: vi sono 29 comuni con circa 120 città e villaggi.
Viene ancora oggi utilizzata la tradizionale divisione in sýslur. Il termine sýsla significa distretto e, sebbene oggi siano solo distretti di polizia, i sýslur vengono ancora utilizzati nel linguaggio comune per indicare una regione geografica.
Nel passato, ciascun sýsla aveva una propria assemblea, o ting, chiamata várting. I sei sýslur sono:
- Norðoyar
- Eysturoy
- Streymoy
- Vágar
- Sandoy
- Suðuroy

Oggi, le elezioni sono tenute nei comuni per i rappresentanti del parlamento nazionale, il Løgting. Le Fær Øer, come parte del Regno di Danimarca, eleggono anche dei rappresentanti che siedono nel parlamento danese, il Folketing. Per le elezioni del Løgting ci sono sette distretti elettorali, ciascun comprendente un sýslur, mentre l'isola di Streymoy è divisa in una parte nord e sud (regione Tórshavn).
Il governo delle Fær Øer esercita il potere esecutivo negli affari locali. Il capo di governo è chiamato Løgmaður o Primo ministro. Ogni altro membro del gabinetto è chiamato Landsstýrismaður.
L'ufficio del primo ministro, nel centro della capitale, è sempre aperto e chiunque voglia esporre un problema o una lamentela è libero di farlo.

### Le Fær Øer e la Danimarca

La regina danese Margherita II durante una visita a Vágur nel 2005

Il trattato di Kiel del 1814 pose fine all'unione tra Danimarca e Norvegia. La Norvegia passò sotto il controllo del Re di Svezia, ma le Fær Øer, l'Islanda e la Groenlandia rimasero in mani danesi. In seguito a questi eventi, il Løgting fu sciolto nel 1816, e il governo delle Fær Øer divenne quello di una regione della Danimarca, con un Prefetto incaricato del controllo delle isole. Nel 1852 il Løgting venne ristabilito, ma fino al 1948 non ebbe altri poteri al di fuori di quelli consultivi.
Alla fine della seconda guerra mondiale, parte della popolazione era favorevole all'indipendenza dalla Danimarca, e il 14 settembre 1946 si tenne un referendum sull'eventuale secessione. Era la prima volta in cui i faroensi avevano l'opportunità di esprimersi a favore dell'indipendenza o di scegliere di continuare a far parte del Regno di Danimarca. Il risultato del referendum produsse una piccola maggioranza a favore della secessione, ma fu immediatamente seguito da alcuni eventi che impedirono di portare a termine la separazione dalla Danimarca.
La maggioranza nel parlamento faroense cadde e, in seguito a nuove elezioni, i partiti contrari all'uscita dal Regno di Danimarca, avendo visto crescere il loro elettorato, formarono una coalizione e decisero di non approvare la secessione. Al suo posto venne raggiunto un compromesso e il parlamento danese approvò un regime di ampia autonomia, detto anche Home Rule, che entrò in vigore nel 1948. Le Fær Øer cessarono così di essere considerate una dipendenza della Danimarca, ottennero un ampio controllo sui propri affari e un sostegno economico annuale non irrilevante dalla Danimarca.
Gli isolani sono a tutt'oggi divisi tra quelli favorevoli all'indipendenza e quelli che preferiscono continuare a essere parte del Regno di Danimarca, con numerose opinioni intermedie. Alcuni sono a favore di un'immediata e unilaterale dichiarazione d'indipendenza, altri ritengono sia necessario raggiungere l'autonomia gradatamente e in pieno consenso con il governo danese. Sono anche molti coloro che accettano di buon grado un graduale incremento dell'autonomia, ma sempre mantenendo un forte legame con la Danimarca.
Nel marzo del 2000 sono stati avviati i negoziati sull'indipendenza con il governo danese.
In seguito al trattato di Famjin del 29 marzo 2005 stipulato tra la Danimarca e le Fær Øer, le isole acquisiscono una sempre maggiore autonomia nel campo della politica estera e della sicurezza.

### Le Fær Øer e l'UE
Le Fær Øer non fanno parte dell'UE. Un protocollo al trattato di adesione della Danimarca alla Comunità europea afferma che i cittadini danesi che risiedono nelle Fær Øer non devono essere considerati cittadini europei ai sensi del trattato. Le Fær Øer non hanno aderito al trattato di Schengen, che consente la libera circolazione tra i Paesi aderenti; tuttavia, essendo le isole parte dell'Unione nordica dei passaporti, non esistono controlli di frontiera tra l'arcipelago e l'area Schengen.

## Economia
Dopo un periodo di crisi economica nei recenti anni novanta, che ha portato a un drastico calo dell'attività di pesca, negli ultimi pochi anni le Fær Øer si sono riprese, e la disoccupazione è scesa al 5% a metà 1998, per poi tuttavia risalire negli anni successivi. Tuttavia, la quasi totale dipendenza nella pesca fa sì che l'economia resti estremamente vulnerabile. I faroensi sperano di ampliare la loro base economica costruendo nuove strutture per il processo dei prodotti ittici. Il petrolio trovato vicino alle Fær Øer dà una speranza per l'esistenza di giacimenti nell'area circostante, che potrebbero garantire una sicura prosperità economica.
Dal 2000, sono stati promossi nelle isole la tecnologia dell'informazione e alcuni progetti economici per attrarre nuovi investimenti. Il risultato di questi progetti non è ancora noto, ma si spera possa portare una migliore economia di mercato nelle Fær Øer.
Le Fær Øer hanno una bassa percentuale di disoccupazione, ma questo non è necessariamente segno di una riconversione economica, dal momento che giovani e studenti si spostano in Danimarca e in altri paesi una volta terminata la scuola dell'obbligo. Rimane nelle isole una fascia di popolazione di età medio-alta, che non ha gli strumenti e le conoscenze per espandere l'utilizzo delle tecnologie moderne nelle Fær Øer.
Si segnalano alcune esperienze positive nell'utilizzo delle energie rinnovabili (in particolare, fornita dal moto ondoso), la cui quota ammonta al 45% del totale del consumo energetico dell'arcipelago.

### La caccia ai cetacei

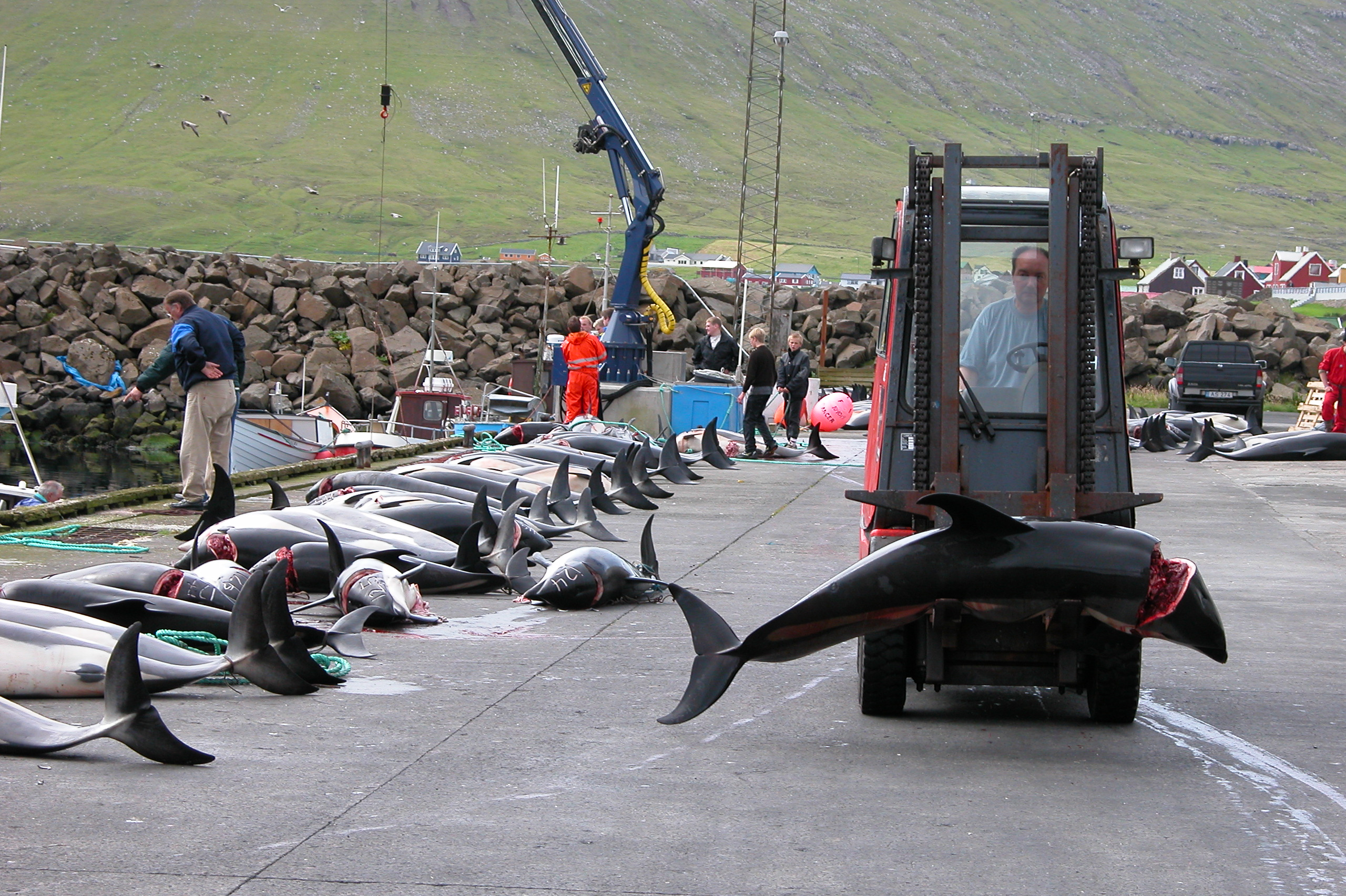
I globicefali dalla spiaggia di Hvalba vengono trasportati nelle apposite industrie per la loro lavorazione

La caccia ai globicefali, o Grindadráp, è una tradizione per i faroensi. Un tempo costituiva un'attività economica in quanto le carni dei cetacei uccisi venivano consumate dagli abitanti. La maggior parte di essi la considera parte della propria cultura e non condivide le tesi di chi ne chiede l'abolizione. Voci critiche però contestano la sostanza e la modalità con cui ha luogo la mattanza e sono molteplici le iniziative a tutela dei cetacei. In particolare è criticata la tradizionale cruenta caccia che avviene all'inizio di ogni estate, in cui anche oltre un migliaio di globicefali, specie di cetacei chiamati anche balena pilota e balena dalle pinne lunghe, vengono spinti in prossimità delle spiagge e uccise con ami, lame e funi. Ogni anno vengono sgozzate circa 600 balene e 35-40 delfini. Nel 1940 ne furono uccisi 1 200. Nel mese di settembre del 2021 è stata raggiunta la cifra record di 1 500 delfini uccisi.

## Trasporti
Sull'isola Vágar è attivo l'omonimo aeroporto, da cui partono voli per diverse destinazioni in Danimarca e nel resto dell'Europa, mentre dal porto di Tórshavn ci sono collegamenti regolari con nave-traghetto per Norvegia e Danimarca.
A causa del territorio roccioso e scosceso delle Fær Øer, per lungo tempo il suo sistema di trasporti non è stato tanto esteso quanto quello di altri Paesi. Questa situazione è cambiata, e oggi le infrastrutture sono state sviluppate estensivamente. Circa l'80% della popolazione nelle isole è connessa da tunnel che passano al di sotto delle acque, da ponti e da argini che collegano le tre isole più grandi nel Nord-est, mentre le altre due maggiori isole a sud sono connesse alla concentrazione urbana settentrionale con moderni e veloci traghetti.

In particolare il tunnel Norðoyatunnilin, lungo 6 300 metri sotto lo stretto del Leirvíksfjørður, che collega la città di Klaksvík sull'isola di Borðoy con la città di Leirvík sull'isola di Eysturoy ha velocizzato i collegamenti all'interno delle isole.

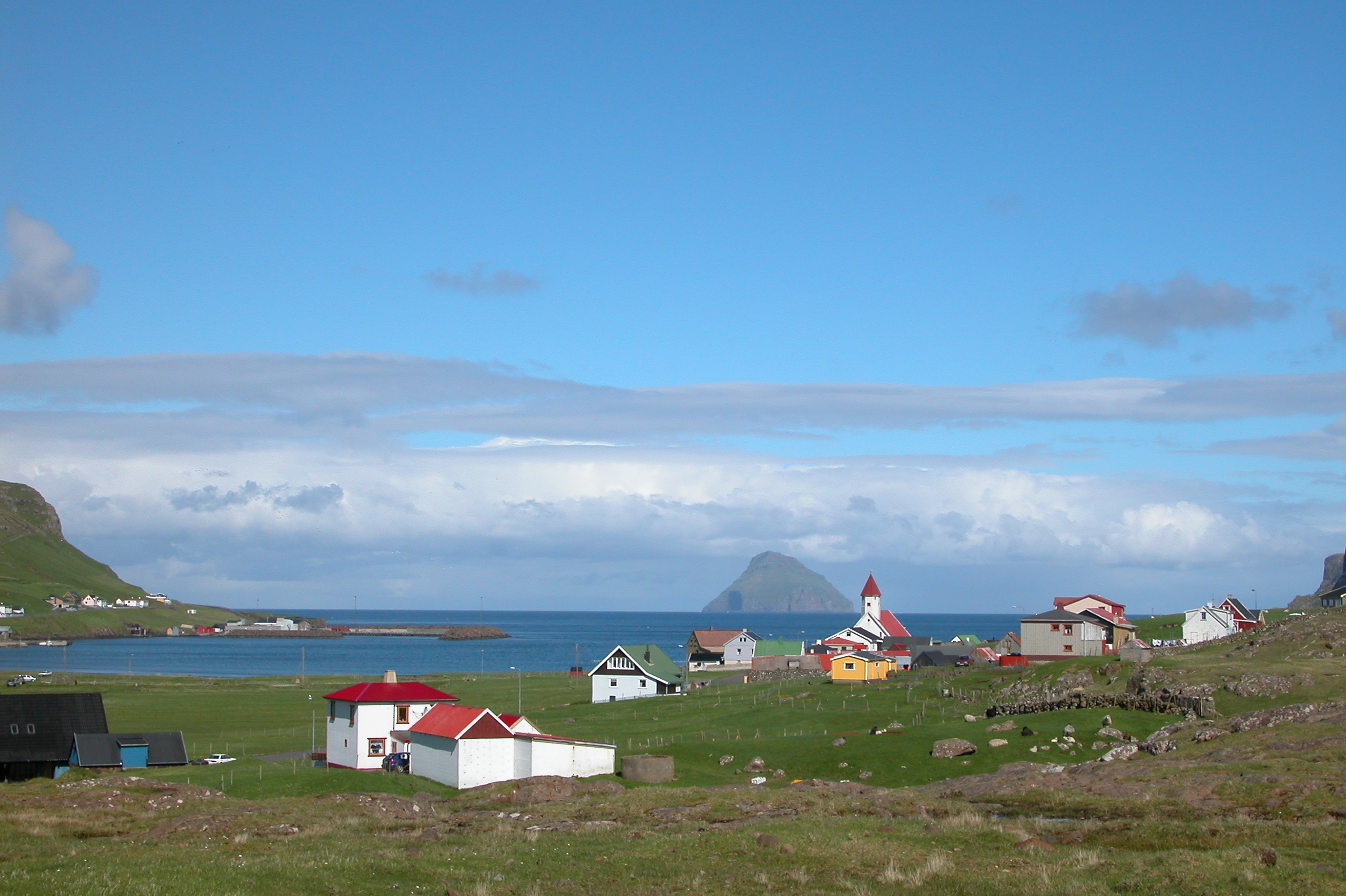
Villaggio Hvalba

Ci sono buone strade che collegano ogni villaggio nelle isole, eccetto sette piccole isole dove sorge un solo villaggio che sono comunque collegate con navette che le raggiungono almeno due volte al giorno. A oggi altri tunnel sono in progettazione per migliorare ulteriormente un già ottimo ed efficiente sistema stradale.

## Cultura

### Musica
Le Fær Øer vivono un grande momento di produzione musicale, con moltissimi artisti, in solo o in gruppo, che animano la scena discografica faroense. Originario delle Fær Øer è il cantautore Teitur Lassen, le cantante Eivør Pálsdóttir e Sissal nonché il gruppo viking metal Týr, che hanno raggiunto un discreto successo internazionale.

### Produzione letteraria
La produzione letteraria faroense si basa fino al XX secolo sui racconti popolari faroensi: tra questi ricordiamo la Saga dei Faroensi.
Nel XX secolo si afferma la figura dello scrittore William Heinesen che scrisse romanzi sociali sulla sua terra.

### Scienza

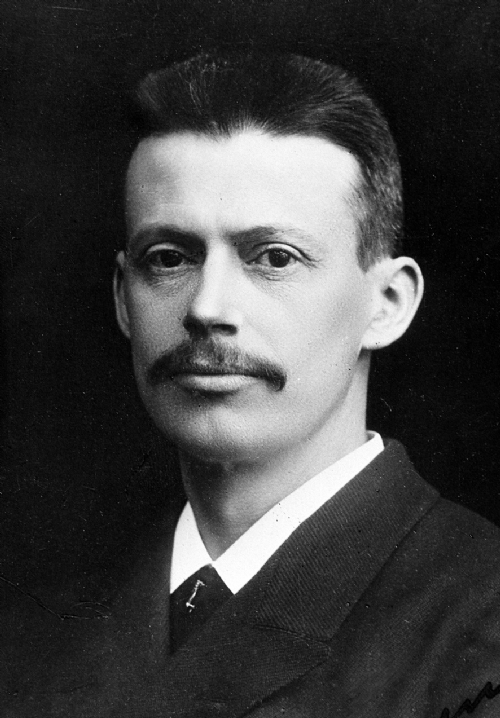
Niels Ryberg Finsen

In ambito scientifico è da ricordare la figura del medico faroense Niels Ryberg Finsen, padre della fototerapia e Premio Nobel per la medicina, nel 1903.

### Cucina
Nelle Fær Øer gli elementi principali della cucina sono il pescato e la carne di agnello, mentre in fase di sviluppo sono le così chiamate fattorie di salmone.

## Sport
Ai campionati europei giovanili di nuoto 2008 disputatisi a Belgrado, Pál Joensen ha dominato le gare di stile libero in lunga distanza (400, 800 e 1 500 metri). Il nuotatore s'è poi confermato su grandi livelli ai campionati europei di nuoto del 2010 e del 2014, riuscendo a ottenere medaglie d'argento nei 1 500 stile libero in entrambe le competizioni sempre nella medesima disciplina.
Esiste una squadra nazionale di calcio che non ha mai ottenuto risultati di rilievo. Ha vinto la prima gara ufficiale il 12 settembre 1990, valevole per le qualificazioni agli Europei di Svezia 1992: la partita era Fær Øer-Austria (1-0) giocata in Svezia, a Landskrona.

## Festività nazionale
29 luglio: Olavsoka commemora la morte di Sant'Olav, re di Norvegia.

### Altre ricorrenze nazionali
25 aprile: Giorno della Bandiera delle Fær Øer, dal 1940.